# Edson Calderón
Edson Calderón Erazo (* 3. Juni 1984 in Túquerres) ist ein kolumbianischer Straßenradrennfahrer.
Edson Calderón wurde 2010 kolumbianischer Vizemeister im Straßenrennen. Im Jahr 2012 gewann er jeweils eine Etappe beim Clásica Nacional Ciudad de Anapoima, bei der Vuelta a Colombia und beim Clásica Alcaldia de Popayan. 2013 fuhr er für das kolumbianische Continental Team 472-Colombia und wurde dort Etappensieger sowie Gesamtzweiter bei der Vuelta al Sud de Bolivia.

## Erfolge
2012
- eine Etappe Vuelta a Colombia

2013
- eine Etappe Vuelta al Sud de Bolivia

## Teams
- 2013–2014 472-Colombia
- 2016 Team Ecuador